# Krasnodar
Krasnodar (russisk: Краснодар, tr. Krasnodar, frem til 1920 russisk: Екатеринода́р, tr. Jekaterinodar) er en by i Krasnodar kraj i den sydlige del af Den Russiske Føderation ved floden Kuban ca. 155 km øst for havnebyen Novorossijsk. Krasnodar har 1.138.654 (2024) indbyggere, og administrativt center i krajen. Krasnodar blev grundlagt i 1793 .

## Navn
Krasnodar blev anlagt den 12. januar 1794(gregorianske kalender) som Jekaterinodar (russisk: Екатеринодар; dansk: ~ Katherinas gave), som en anerkendelse af både Katharina den Stores overdragelse af jord i Kubanregionen til Sortehavskosakkerne (de tidligere Zaporizjakosakker) og til ære for Katharina af Alexandria, der anses for at byens skytshelgen.
Efter Oktoberrevolutionen blev Jekaterinodar omdøbt til Krasnodar (dansk: ~ de rødes gave) den 7. december 1920. Det nye navn er sammensat af Krasno- (Красно- - "røde", dvs. kommunist, men også en gammeldags poetisk form for "smukke"); og dar (дар - "gave").

## Geografi
Krasnodar ligger i den sydlige del af den Østeuropæiske Slette i Kubanlavlandet på 45. breddegrad. Byen ligger 25-30 moh. på højre bred af Kubanfloden. Opstrøms fra Krasnodar findes Krasnodarreservoiret, det største reservoir af Nordkaukasus.
Fra nord til syd strækker Krasnodar sig over 20,6 km, og fra øst til vest, 30,1 km. Arealet er 339,31 km².
Krasnodar ligger i nærheden af to varme have. Afstanden til Sortehavet er omkring 100 km og til Azovske Hav omkring 120 km.
Krasnodar ligger i en zone med seismisk aktivitet. Epicentret for jordskælv er ofte beliggende i Sortehavet, og tsunamier når de kystnære byer og endda Krasnodar. I 1978 og 2002 blev der observeret jordskælv på niveau 4 og 5 på richterskalaen.
Krasnodar ligger tæt på grænsen til Republikken Adygeja, en autonom russisk republik. Krasnodars forstæder Jablonowski og Tlyustenkhabl ligger i Adygeja.
Krasnodar ligger ca. 1.350 km syd for Moskva ad landevejen, ca. 300 km nord for Sotji og ca. 235 km øst for Kertj på Krim.

### Klima
Krasnodar har fugtigt subtropisk klima med kolde og fugtige vintre og ustabilt snedække.
Gennemsnitstemperaturen i januar, områdets koldeste måned, er +1 °C. Vejrforholdene om vinteren varierer meget i byen; temperaturerne kan overstige 20 °C i et par dage, men temperaturer under -20 °C er ikke ualmindelige. Somrene er typisk varme, med højeste gennemsnitstemperatur i juli på 24,1 °C. Middeltemperatur for hele året er + 12,1 °C. Den gennemsnitlige årlige nedbør er 690 mm.

## Historie
Byen opstod i 1793  som en militær lejr, derefter som en fæstning bygget af Kosakkerne for at forsvare Det Russiske Kejserriges grænser og hævde russisk herredømme over Tjerkessien - et krav, som Det Osmanniske Rige anfægtede. I første halvdel af 1800-tallet voksede Yekaterinodar til et travlt centrum for Kuban-kosakker og fik officiel bystatus i 1867. I 1888 havde byen omkring 45.000 indbyggere, og Krasnodar var blevet et vitalt handelscenter i det sydlige Rusland. I 1897 blev en obelisk opført i Jekaterinodar til minde om Kubankosakkernes, der anses for opstået i 1696, to hundrede år historie.
Under Den Russiske Borgerkrig (1917-1922) skiftede byen hænder flere gange, men kom efterhånden under kontrol af Den Røde Hær. Mange Kubankosakker, der var kontrarevolutionære, støttede Den Hvide hær. Lavr Kornilov, en hvid general, erobrede byen den 10. april 1918, men blev dræbt en uge senere, da en bolsjevikisk artillerigranat sprængte stuehuset, hvor han havde oprettet sit hovedkvarter.
Under Anden Verdenskrig besatte nazi-tyske enheder Krasnodar fra 12. august 1942 til 12. februar 1943. Byen led stor skade i kampene, men blev genopbygget og renoveret efter krigen. Tyske styrker, herunder Gestapo og Einsatzgruppen, dræbte tusinder af jøder, kommunister, og "formodede kommunistiske partisaner". Skydning, hængning, afbrænding og gasvogne blev anvendt.
I sommeren 1943 indledte Sovjetunionen retssager, for at afdække hemmelige aftaler med nazisterne og for deltagelse i krigsforbrydelser. Den første af disse retssager fandt sted i Krasnodar fra den 14. til 17. juli 1943. Krasnodar udfærdigede otte dødsdomme, der blev gennemført summarisk.

## Økonomi
I Sovjettiden udvikledes Krasnodar til et industrielt center, i dag findes raffinaderier, værktøjsfabrikker og produktion af landbrugsmaskiner i byen.
Den største russiske detailhandelskæde, Magnit, og det paneuropæisk solcellesproducent, Solar Wind, har deres hovedkvarterer i byen. Samtidig er byen præget af landbrugsproduktion, der på grund af beliggenheden i sortjordsregionen er særligt gunstig. Der dyrkes tobak, frugt, vin og korn. Korn, solsikke og ris eksporteres til 69 lande. Krasnodar-Sochi-området er det nordligste sted, hvor te vokser.
Siden 1993 har Philip Morris International eksisteret i byen, efter overtagelse af den statslige tobaksfabrik, der er blevet renoveret. Fabrikken har 700 ansatte og en produktion på pt 30 milliarder cigaretter om året under navnet "Philip Morris Kuban".
Landbrugsmaskinfabrikkene "Claas" har siden 2005 haft en samlefabrik i byen, hvor der fremstilles mejetærskere til salg i SNG-landene. Komponenterne er hovedsageligt fra Tyskland, men også fra andre europæiske lande.
Byggeindustrien er meget veludviklet i Krasnodar. Krasnodar ligger sammen med Moskva og Sankt Petersborg i spidsen med antallet af nye bygninger og opførelsestempo. Alene i 2011 blev omkring 1.750.000 m² boligareal opført i Krasnodar.
Den 26. januar 2012 blev en zoneinddeling og udviklingsplan for de næste 40 år godkendt af Krasnodar by-duma.

## Uddannelse og seværdigheder
Krasnodar rummer adskillige biblioteker, teatre, museer og højere læreranstalter herunder et stort landbrugsvidenskabeligt universitet.
Seværdig er Katarina Katedralen og Koncerthuset, der bl.a. er hjemsted for Krasnodar filharmoniske orkester og et kosakkor.

## Sport
- FK Krasnodar;
- FC Kuban Krasnodar er byens fodboldhold.
- Kuban stadion

## Venskabsbyer
Krasnodar har syv venskabsbyer:
- Sukhumi, Abkhasien
- Burgas, Bulgarien
- Ferrara, Italien
- Harbin, Kina
- Nottingham, Storbritannien (2012–2022)
- Karlsruhe, Tyskland
- Tallahassee, USA

## Kendte personer fra Krasnodar
- Irina Bliznova, håndboldsspiller
- Alexander Bondar, forfatter
- Pjotr Gavrilov, Sovjetisk krigshelt, sidste forsvarer af Brest-fortet.
- Eduard Koksjarov, håndboldspiller
- Andrej Lavrov, håndboldspiller
- Anna Netrebko, operasanger
- Alexandra Panova, tennisspiller